# 稔幸
稔 幸（みのる こう）（1964年6月16日 - ）は、元宝塚歌劇団星組トップスター。
現在は宝塚時代の芸名の他にNORU、のる（いずれも宝塚時代の愛称に由来）などの名前でイラストレーター、ディナーショー、司会などの活動をしている。
神奈川県出身。清泉女学院中学高等学校卒業。身長168cm。

## 来歴・人物
3歳よりクラシックバレエを始める。家族のすすめに従い高校卒業時に宝塚音楽学校を受験し合格。1985年、71期生として宝塚歌劇団に入団。
同年、花組公演『愛あれば命は永遠に』で初舞台を踏む。その後、星組に配属される。星組の先輩であった紫苑ゆうのことを永年慕っており、特にトップ就任後の稔の芸風や化粧・所作にコスチューム・プレイや貴族・偉人などの役どころを得意とした紫苑の影響が大いに反映されていた。
1999年2月から、麻路さきの退団を受け星組トップスター就任。『WEST SIDE STORY』（トニー役）がお披露目となった。この時代はトップスター5人中4人が同期という時期であった（花組・愛華、月組・真琴、雪組・轟、星組・稔）。
2001年、『ベルサイユのばら2001―オスカルとアンドレ編―』（オスカル役）で相手役の星奈優里と同時に退団。長年に渡り「星の王子様」と親しまれていたことから、東京でのサヨナラ公演・千秋楽の楽屋入りの際、本物の白馬にまたがりオフィス街の角から登場した。公演中に右手首骨折をし振り付け等の変更があったが、退団する千秋楽までオスカル役を演じきった。
退団直後に会社員と結婚。その後は出産などでしばらく活動を控えていたが、2011年11月、『戦国シェイクスピア 其の2「ハムレット」より　SHINGEN 〜風林火山落日〜』で、宝塚歌劇団退団後、初めて舞台出演を果たした。2015年1月21日発売の宝塚歌劇団OGによるカバーアルバム『麗人 REIJIN』にも参加し、徳永英明の「レイニー・ブルー」をカバーした。現在はアーティストとして絵本の挿絵などで活動。また、宝塚での活動を生かし、ディナーショーやトークショー、司会業なども行う。
花柳寿楽に師事し、花柳流日本舞踊の名取を取得。名取名は「花柳楽ゆき」。日本パペットセラピー学会の理事も務めている。
実母の従姉妹に宝塚48期生（元星組娘役・当時の芸名は八千代環）で現在は歌手・歌唱指導者となった流けい子がいる。

## 主な出演

### 舞台

#### 宝塚歌劇団所属時代

##### 星組時代
- 『別離の肖像』 - 新人公演・刈干切唄の男A 役（本役・日向薫）（1987年6月 - 8月、宝塚大劇場）
- 『ミッドナイト シティ ロマンス』 - トムソン部長 役（1988年10月 - 11月、宝塚バウホール）
- 『宝塚をどり讃歌'89』『フォーエバー! タカラヅカ』（1989年10月、ニューヨーク・ラジオ シティ ミュージック ホール）
- 『太陽に背を向けて』 - マックス 役（1990年1月、宝塚バウホール）
- 『メイフラワー』 - 新人公演・ジャック 役（本役・日向薫）（1990年5月 - 6月、宝塚大劇場）
- 『アポロンの迷宮』 - 新人公演・ジャン＝ポール 役（本役・日向薫）『ジーザス・ディアマンテ』- 妖女S（1990年5月 - 6月、宝塚大劇場）
- 『パル・ジョーイ』 - 代役公演・ロウエル 役（本役・麻路さき）（1991年1月、宝塚バウホール）
- 『恋人たちの肖像』 - 新人公演・フリードリッヒ 役（本役・日向薫）（1991年5月 - 6月、宝塚大劇場）
- 『紫禁城の落日』 - 新人公演・溥儀 役（本役・日向薫）（1991年11月 - 12月、宝塚大劇場）
- 『It's my party!』（1992年11月 - 12月、宝塚バウホール）
- 『宝寿頌』 - 獅子 役（1993年1月 - 2月、宝塚大劇場）
- 『サタディナイト・ロマンス』 - エディ 役（1993年2月 - 3月、宝塚バウホール）
- 『うたかたの恋』 - ジャン・サルヴァドル大公 役『パパラギ』タロファ男 役（1993年6月 - 8月、宝塚大劇場）（紫苑ゆう休演にともなう麻路さきの代役）
- 『秋…冬への前奏曲』 - アンジェイ 役（1993年9月 - 10月、全国ツアー）
- 『ラ・トルメンタ』 - フェデリコ 役（1993年12月 - 1994年1月、宝塚バウホール）
- 『若き日の唄は忘れじ』 - 島崎与之助 役（1994年2月 - 3月、宝塚大劇場）
- 『カサノヴァ・夢のかたみ』 - ルイ15世 役（1994年8月 - 9月、宝塚大劇場）
- 『燃える愛の翼』 - マリオ・ディアス 役（1994年11月、宝塚バウホール）
- 『若き日の唄は忘れじ』 - 小和田逸平 役（1995年2月、中日劇場）
- 『国境のない地図』 - 渡瀬仁 役（1995年3月 - 5月、宝塚大劇場）
- 『剣と恋と虹と』 - ジェラール 役『ジュビレーション!』 - 南極観測隊員A 役（1995年9月 - 11月、宝塚大劇場）
- 『Action!』 - DJザ・キラー 役（1995年12月、シアター・ドラマシティ）
- 『二人だけが悪』 - アレクセイ 役『パッション・ブルー』（1996年5月 - 6月、宝塚大劇場）
- 『エリザベート』 - フランツ・ヨーゼフ1世 役（1996年11月 - 12月、宝塚大劇場）
- 『誠の群像』 - 山南敬助/榎本武揚 役『魅惑Ⅱ』（1997年5月 - 6月、宝塚大劇場）
- 『Elegy 哀歌』 - トリスタン 役（1997年9月、宝塚バウホール）
- 『ダル・レークの恋』 - ペペル 役（1997年11月 - 12月、宝塚大劇場）
- 『皇帝』 - シーラヌス 役『ヘミングウェイ・レビュー』ジョー・ラッセル 役（1998年6月 - 8月、宝塚大劇場）
- 『イコンの誘惑』 - レオナード 役（1998年8月 - 9月、宝塚バウホール）

##### 星組トップスター時代
- 『聖夜物語』 - フランク 役（1998年12月、シアター・ドラマシティ）＊お披露目公演
- 『ウエストサイド物語』 - トニー 役（1999年2月 - 3月、宝塚大劇場）
- 『我が愛は山の彼方に』 - 朴秀民 役『グレート・センチュリー』（1999年10月 - 11月、宝塚大劇場）
- 『Love Insurance』 - レイ・モンゴメリー 役（2000年3月、シアター・ドラマシティ）
- 『黄金のファラオ』 - セティ 役『美麗猫 -ミラキャット-』（2000年5月 - 6月、宝塚大劇場）
- 『花の業平』 - 在原業平 役『夢は世界を翔けめぐる』（2001年1月 - 2月、宝塚大劇場）
- 『ベルサイユのばら 2001』 - オスカル・フランソワ・ド・ジャルジェ（2001年3月 - 5月、東京宝塚劇場）
- 『風と共に去りぬ』 - レット・バトラー 役（2001年6月 - 8月、全国ツアー）
- 『ベルサイユのばら 2001』 - オスカル・フランソワ・ド・ジャルジェ（2001年8月 - 10月、宝塚大劇場）＊退団公演

#### 宝塚歌劇団退団後
- 戦国シェイクスピア 其の2「ハムレット」より『SHINGEN 〜風林火山落日〜』- 由布（ガートルード）役（2011年11月、シアター1010・宝塚バウホール）

### ラジオ
- ごごラジ!（2016年4-9月　NHKラジオ第1放送　火曜日MC）

## ディスコグラフィー

### 参加作品
- 「麗人-REIJIN-」（2015年1月21日　ビクターエンタテインメント）宝塚OG・歴代トップスターによる“男歌”カバーアルバム
  - 「Rainy Blue」をカバー[4]
- 「麗人　REIJIN SHOWA ERA」（2015年7月1日　ビクターエンタテインメント）
  - 「恋人も濡れる街角」をカバー[5]
- 越路吹雪トリビュートアルバム『越路吹雪に捧ぐ』（2016年12月21日）
  - 「ビギン・ザ・ビギン」をカバー[6]。